# Valley of the Dolls
Valley of the Dolls is een film uit 1967 onder regie van Mark Robson. De film is gebaseerd op de gelijknamige bestseller-roman van de Amerikaanse schrijfster Jacqueline Susann. Tijdens de Amerikaanse lancering kreeg de film veel aandacht van de media en werd afgekraakt door critici. Desondanks kreeg hij een vervolg in 1970 en een nieuwe verfilming in 1981.

## Verhaal
De film vertelt het verhaal van drie jongedames die elkaar aan het begin van hun carrière ontmoeten. Neely O'Hara is een getalenteerde jongedame die carrière probeert te maken op Broadway. Ze krijgt een rol in een toneelstuk met de legendarische actrice Helen Lawson. Jennifer North is een aantrekkelijke blondine die vanuit professioneel opzicht niet veel te bieden heeft. Desondanks werkt ze als koormeisje. Anne Welles is een onschuldige actrice die van Engeland naar New York is verhuisd om haar grote doorbraak te maken. De drie vrouwen krijgen al snel een hechte band en hebben alle drie de eigenschap verliefd te worden op de verkeerde mannen.
Neely wordt op een gegeven moment opgemerkt en verhuist naar Hollywood om een populaire filmactrice te worden. Ze raakt echter verslaafd aan voorgeschreven pillen. Wegens haar wilde gedrag wordt ze uiteindelijk opgenomen in een sanatorium. Ondertussen probeert ook Jennifer haar succes te behalen in Hollywood en valt hier als een blok voor de nachtclubzanger Tony Polar. Al nadat ze zwanger van hem is geraakt ontdekt ze dat hij de ziekte van Huntington heeft. Ze besluit een abortus te laten plegen en begint in softpornofilms te spelen om de medische kosten van Tony te betalen.
Anne is uitgegroeid tot een succesvol model, maar vindt ook haar ondergang aan drugs. Ze ziet dit als een toevlucht voor haar boze partner Lyon Burke, die een affaire heeft met Neely. Als Jennifer wordt verteld dat ze borstkanker heeft en een mastectomie moet ondergaan, pleegt ze zelfmoord door een overdosis pillen in te nemen. Neely wordt ontslagen uit het sanatorium, maar pakt onmiddellijk haar drugsverslaving op.
Op een gegeven moment besluit Anne te stoppen met drugs. Ze verlaat Lyon en verhuist terug naar Engeland. Lyon zet een punt achter zijn affaire met Neely en vraagt Anne ten huwelijk, maar zij wijst hem af. Ze besluit uiteindelijk wel bij hem te blijven en raakt opnieuw verslaafd aan drugs.

## Rolbezetting
| Acteur          | Personage      |
| --------------- | -------------- |
| Barbara Parkins | Anne Welles    |
| Patty Duke      | Neely O'Hara   |
| Sharon Tate     | Jennifer North |
| Paul Burke      | Lyon Burke     |
| Tony Scotti     | Tony Polar     |
| Susan Hayward   | Helen Lawson   |
| Martin Milner   | Mel Anderson   |
| Charles Drake   | Kevin Gillmore |
| Lee Grant       | Miriam         |